# Punta Brennan
Punta Brennan è un promontorio coperto di ghiaccio situato nella parte nord-occidentale della Terra di Marie Byrd, in Antartide. Sita in particolare all'estremità orientale della baia di Block, di fronte all'isola Driscoll, punta Brennan è considerata il confine orientale della costa di Saunders, che separa dalla costa di Ruppert.

## Storia
Punta Brennan è stata scoperta il 5 dicembre 1929 durante la prima spedizione antartica comandata dall'ammiraglio Richard Evelyn Byrd che l'ha così battezzata in onore di Michael J. Brennan, già consigliere di Byrd nella scelta del personale per la sopraccitata spedizione e skipper dell'SS Chantier nella spedizione nell'Artico guidata sempre da Byrd.